# Wilhelm Camphausen

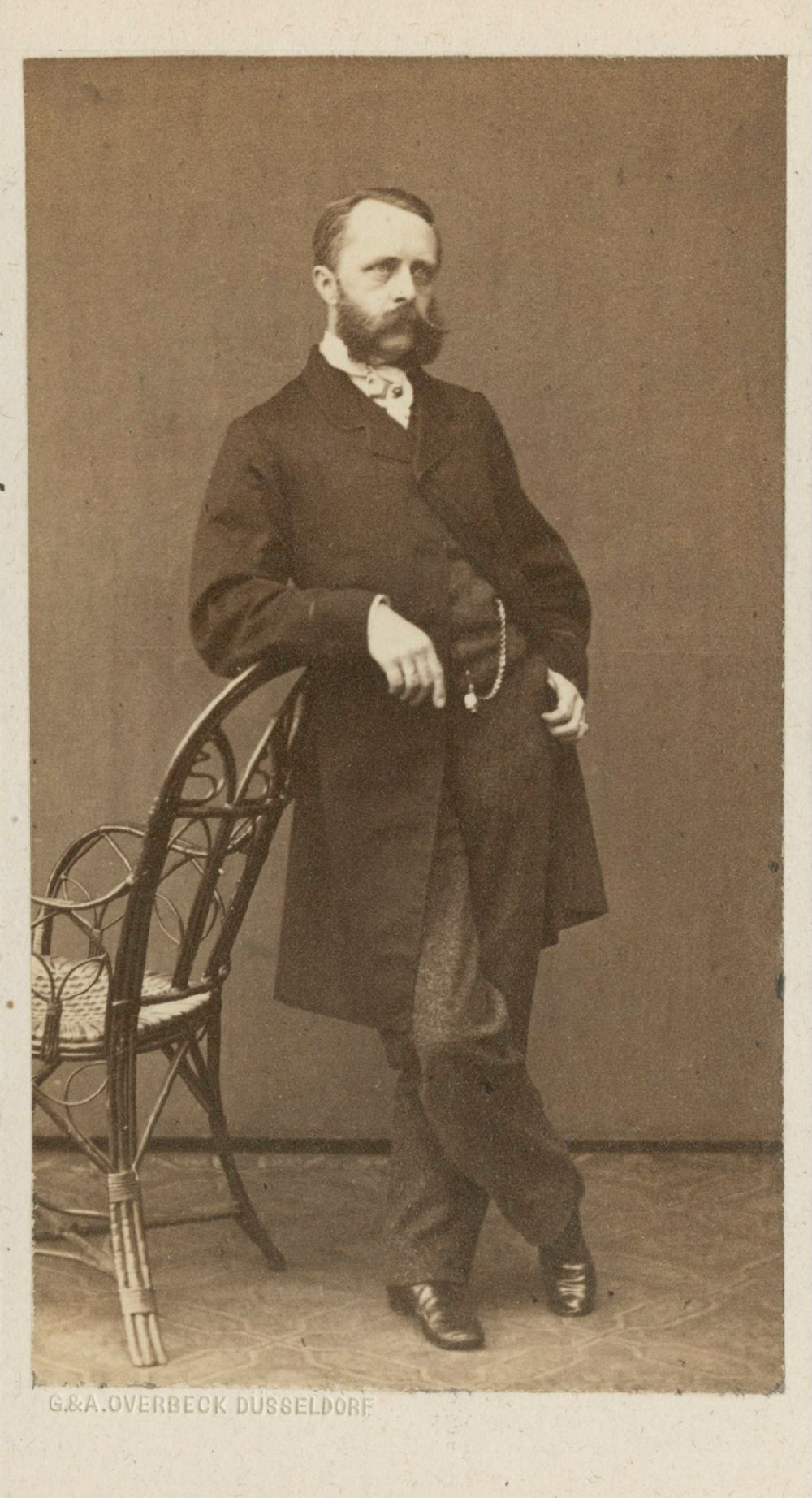
Wilhelm Camphausen de G. & A. Overbeck (empresa), c. 1868

Wilhelm Camphausen   (Düsseldorf, 8 de febrer de 1818 - Düsseldorf, 18 de juny de 1885) va ser un pintor alemany especialitzat en escenes històriques i de batalles.

## Biografia
Va estudiar amb Alfred Rethel i Friedrich Wilhelm Schadow. Com a pintor històric i de batalla es va fer popular ràpidament, i el 1859 va ser nomenat professor de pintura a l'Acadèmia de Düsseldorf, juntament amb altres distincions posteriors. El seu vol de Tilly (1841), el príncep Eugeni de Savoia a la batalla de Belgrad (1843; al Museu de Colònia), el vol de Carles II després de la batalla de Worcester (Galeria Nacional de Berlín), la cavalleria de Cromwell (Munic Pinakothek), són les seves principals imatges anteriors; i el seu Frederic el Gran a Potsdam, Frederic II i els dragons de Bayreuth a Hohenfriedburg. Està associat a l'escola de pintura de Düsseldorf.
El 1864, va acompanyar les forces prussianes durant la campanya de Schleswig-Holstein i va pintar diverses escenes dels combats així com escenes de la Guerra de 1866 (sobretot Lines of Dybbøl after the Battle, a la Galeria Nacional de Berlín), el va fer famós a Alemanya com a representant de l'art històric patriòtic. També va pintar molts retrats de prínceps alemanys i famosos soldats i estadistes. A la guerra francoprussiana de 1870, Camphausen va servir a l'exèrcit alemany com a artista oficial de guerra.

## Obres
- Camphausen, Wilhelm (1865). Ein Maler auf dem Kriegsfelde: illustrirtes Tagebuch. Bielefeld: Velhagen und Klasing.
- Camphausen, Wilhelm (1880). Vaterländische Reiterbilder aus drei Jahrhunderten von W. Camphausen; text de Theodor Fontane; Illustrationen des Textes gezeichnet von L. Burger. Berlín: R. Schuster.

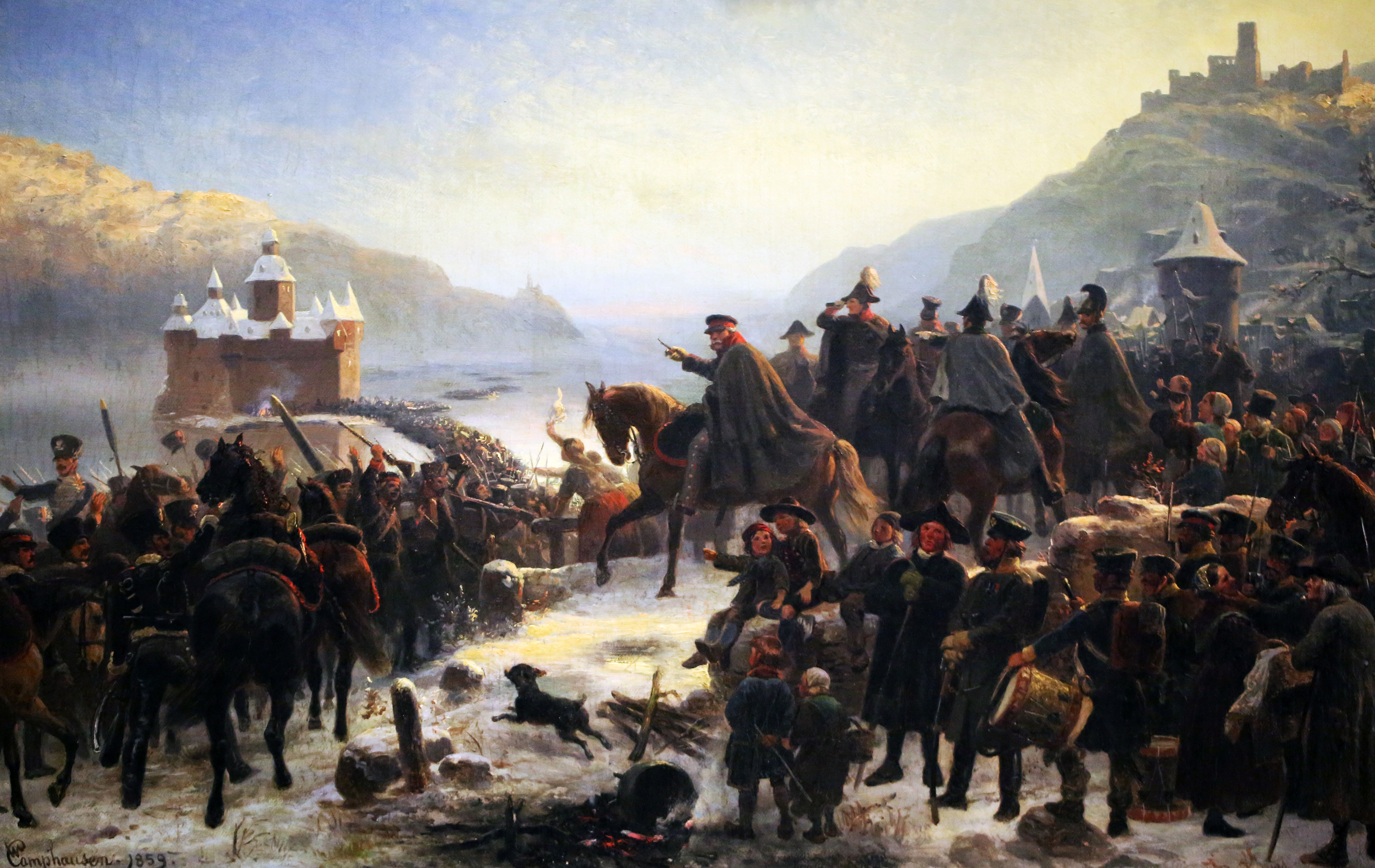
El general von Blücher creuant el Rin